# Municipio de Liberty (condado de Clinton, Ohio)
El municipio de Liberty (en inglés: Liberty Township) es un municipio ubicado en el condado de Clinton en el estado estadounidense de Ohio. En el año 2010 tenía una población de 1067 habitantes y una densidad poblacional de 16,61 personas por km².

## Geografía
El municipio de Liberty se encuentra ubicado en las coordenadas 39°32′17″N 83°49′5″O / 39.53806, -83.81806. Según la Oficina del Censo de los Estados Unidos, el municipio tiene una superficie total de 64.26 km², de la cual 63,84 km² corresponden a tierra firme y (0,64 %) 0,41 km² es agua.

## Demografía
Según el censo de 2010, había 1067 personas residiendo en el municipio de Liberty. La densidad de población era de 16,61 hab./km². De los 1067 habitantes, el municipio de Liberty estaba compuesto por el 97,75 % blancos, el 0,66 % eran afroamericanos, el 0,56 % eran amerindios, el 0,19 % eran asiáticos, el 0,19 % eran de otras razas y el 0,66 % eran de una mezcla de razas. Del total de la población el 1,5 % eran hispanos o latinos de cualquier raza.